# Philippe Taquet
Pour les articles homonymes, voir Taquet (homonymie).
Philippe Taquet, né le 25 avril 1940 à Saint-Quentin, est un paléontologue français. Il est directeur du Muséum national d'histoire naturelle de 1985 à 1990 et membre de l'Académie des sciences depuis 2004.

## Biographie
Philippe Taquet est le fils de Robert Taquet et de Margueritte Champenois. Lauréat de la Fondation de la Vocation et docteur ès sciences en 1973, il est chercheur au CNRS de 1965 à 1981, puis titulaire de la chaire de paléontologie du Muséum national d'histoire naturelle à partir de 1981. Il dirige l'unité de recherche associée du CNRS, « Paléoanatomie, phylogénie, paléobiogéographie » de 1981 à 1996.
Il est élu correspondant de l'Académie des sciences le 19 mars 1990, puis membre le 30 novembre 2004 dans la section Sciences de l'univers. Il est vice-président de l'Académie pour la période 2011-2012 et président pour la période 2013-2014, ainsi que président du bureau de l'Institut de France pour 2014.
Il est, depuis 2004, président de la Commission internationale pour l'histoire de la géologie (INHIGEO)[réf. nécessaire].
En décembre 2016, Philippe Taquet devient le parrain des promotions 079 et 022 de l'Institut polytechnique LaSalle Beauvais.
Il est président du conseil d'administration de l'Institut océanographique depuis mars 2017.

## Carrière
Philippe Taquet est un spécialiste des vertébrés mésozoïques (Dinosaures, Crocodiles, Reptiles volants). Durant 50 ans, il a mené des explorations dans de nombreux pays, du désert du Ténéré au Niger au désert de Gobi en Mongolie, de la jungle du Laos aux montagnes du Haut atlas au Maroc, à la recherche de nouveaux gisements fossilifères dans les sédiments du Jurassique et du Crétacé.
Ses expéditions ont été fructueuses avec la découverte et l’étude en 1965 du cimetière des dinosaures de Gadoufaoua au Niger, un gisement du Crétacé inférieur (Aptien) qui est considéré aujourd’hui comme le plus grand gisement de Dinosaures d’Afrique. Six expéditions sur le terrain ont permis de récolter les ossements fossilisés de 5 nouveaux genres de dinosaures, dont un squelette complet d’un nouvel Iguanodontidé (Ouranosaurus nigeriensis), cousin du genre européen Iguanodon. Ce genre africain est un exemple intéressant montrant l’évolution des Iguanodontidés du Crétacé inférieur vers les Hadrosauridés, les dinosaures à bec de canard du Crétacé supérieur. Le même gisement a livré des os d’un étrange dinosaure carnivore à museau long et étroit, dont Philippe Taquet a été le premier à montrer qu’ils étaient ceux d’un dinosaure piscivore. Le gisement de Gadoufaoua est célèbre également pour avoir livré le squelette du plus grand crocodile ayant existé (11 mètres de longueur) et connu aujourd’hui sous le nom de Sarcosuchus imperator ou plus simplement de «Super croc».
D’autres expéditions au Maroc ont amené la découverte dans les couches du Jurassique moyen de l’Atlas du squelette complet d’un énorme Dinosaure Sauropode Brachiosauridé, puis dans des niveaux du Jurassique inférieur l’un des tout premiers ancêtres des grands dinosaures herbivores.
Toutes ces découvertes faites dans le Nord de l’Afrique ont changé complètement l’image traditionnelle que l’on avait de la distribution géographique des Dinosaures sur notre planète. Les faunes d’Afrique du Nord sont aussi riches et variées que celle d’Amérique du Nord, d’Amérique du Sud ou d’Asie.

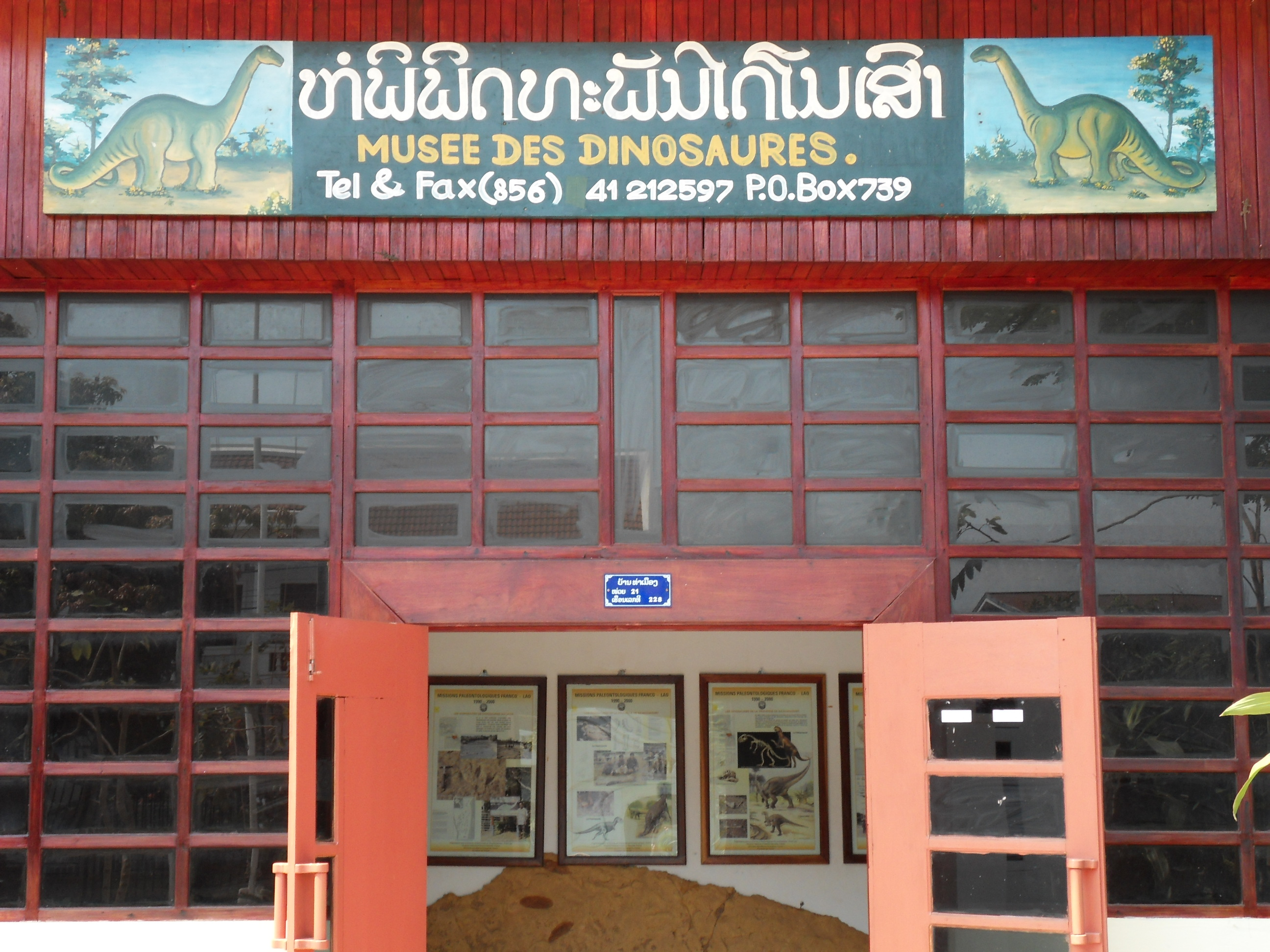
Philippe Taquet est l'un des initiateurs du Musée des dinosaures de Savannakhet (Laos).
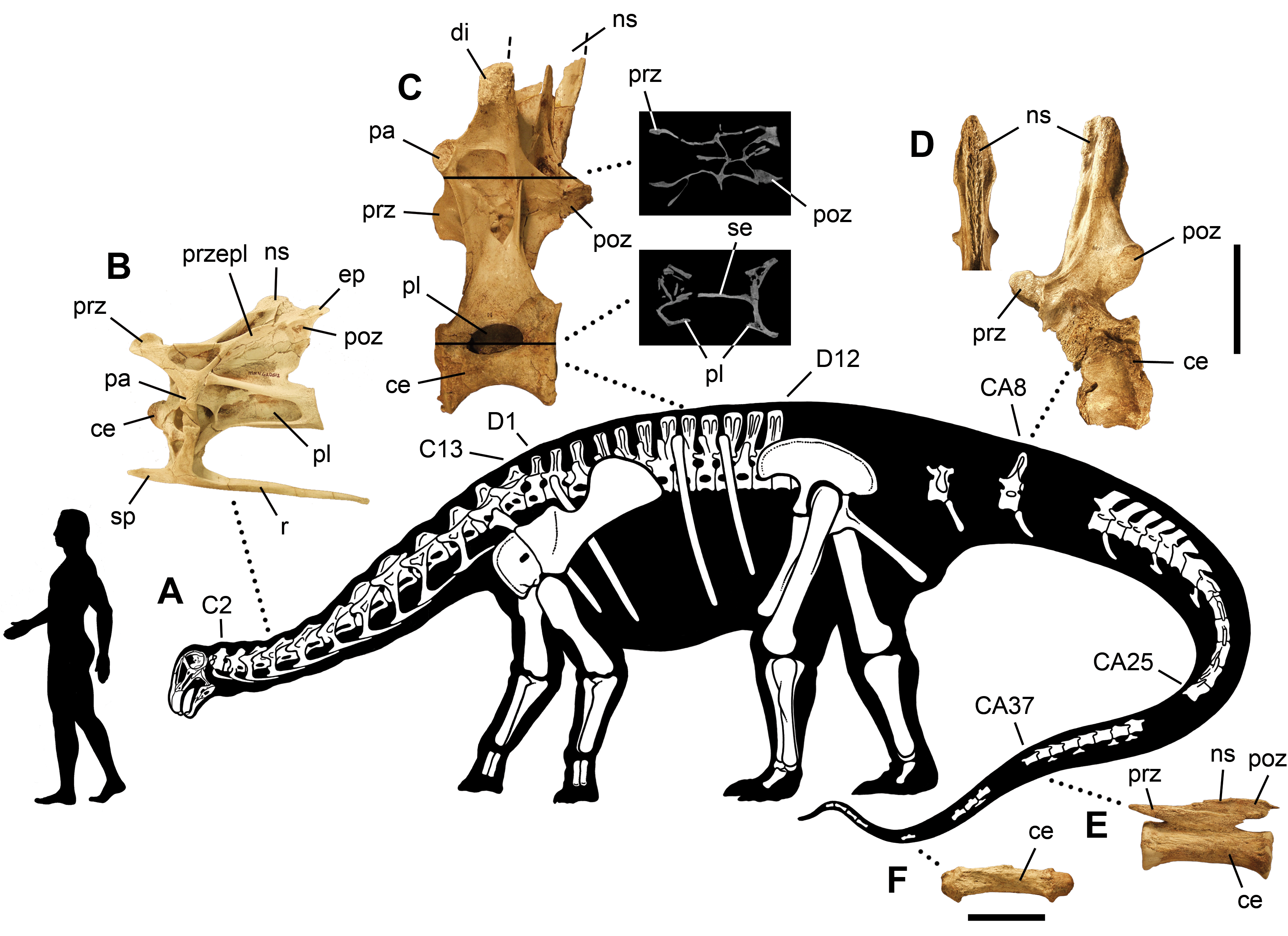
Un sauropode,  Nigersaurus taqueti, a été dédié à Ph. Taquet en 1999.

La carrière scientifique de Philippe Taquet est complètement liée avec son engagement en faveur de l’éducation du public avec la présentation de Dinosaures dans des musées au Niger, au Maroc, en Algérie et au Laos.
Philippe Taquet, qui a dirigé le Muséum national d’Histoire naturelle à Paris de 1985 à 1990 a initié l’ambitieux programme de la rénovation de la galerie de zoologie en Grande galerie de l'Évolution, galerie qui depuis son ouverture en 1998 a accueilli 20 millions de visiteurs.

## Distinctions
- Chevalier de la Légion d'honneur (1990)
- Officier de l'ordre national du Mérite (2001)
- Officier de l'ordre de Saint-Charles (2022)[9]

## Publications les plus divulguées
- P. TAQUET. L’Empreinte des dinosaures, éd. Odile Jacob (1994)
- P. TAQUET. Georges Cuvier : Naissance d’un génie, éd. Odile Jacob (2006) ; premier tome d'une série prévue de trois tomes
- P. TAQUET. Georges Cuvier : Anatomie d'un naturaliste, éd. Odile Jacob (2019) ; deuxième tome d'une série prévue de trois tomes

## Autres publications (liste non exhaustive)
- 176 publications (CR Palevol, Nature, Journal of Vertebrate Paleontology, etc.) dont : F. de BROIN et P. TAQUET
- P. TAQUET. Découverte d’un Crocodilien nouveau dans le Crétacé inférieur du Sahara. C. R. Acad. Sci. (1966) Ser. II, 262, 2326-2329.
- P. TAQUET. Sur le Gisement de dinosauriens et de crocodiliens de Gadoufaoua (Rép. du Niger). C. R. Acad. Sci. (1970) Ser.II, 271, 38-40.
- P. TAQUET. Géologie et paléontologie du gisement de Gadoufaoua (Aptien du Niger). Cahiers de Paléontologie (1976) Ed. CNRS, Paris. 191p.
- F.-D. DAVIDSON, J.-P. LEHMAN, P. TAQUET et R.-G.WYCKOFF. Analyse des protéines de vertébrés fossiles dévoniens et crétacés du Sahara. C. R. Acad. Sci. (1978) Ser.D. 287, 919-922.
- E. BUFFETAUT et P. TAQUET. An Early Cretaceous Terrestrial Crocodilian and the Opening of the South Atlantic Nature (1979) 280, 486-487;
- P.M. GALTON et P. TAQUET. A Hypsilophodontid Dinosaur from the Lower Cretaceous of Europe and Africa Geobios (1982) 15, 147-159.
- P. TAQUET. Une Curieuse Spécialisation du crâne de certains dinosaures carnivores du Crétacé : le museau long et étroit des Spinosauridés. C. R. Acad. Sci. (1984) 299, 217-222.
- P. TAQUET. « Les Dinosaures, grandeur et décadence », La Vie des sciences, série générale, t. 10, n° 4, (1993) p. 265-284.
- I. MATEUS, H. MATEUS, M.-T. ANTUNES, O. MATEUS, P. TAQUET, V. RIBEIRO et G. MANUPELLA. Couvée, œufs et embryons d’un dinosaure théropode du Jurassique supérieur de Lourinhã (Portugal). C. R. Acad. Sci. (1997) 325, Ser.II, 71-78.
- P. TAQUET. Dinosaur Impressions. Postcards from a paleontologist. Cambridge University Press. (1998)
- M. MONBARON, D. RUSSELL et P. TAQUET. Atlasaurus imelakei n.g., n.sp., a Brachiosaurid-like Sauropod from the Midlle Jurassic of Morocco. C. R. Acad. Sci. (1999) 329, 519-526.
- R. ALLAIN et P. TAQUET. « A New Genus of Dromaeosauridae (Dinosauria, Theropoda) from the Upper Cretaceous of France ». Journal of Vertebrate Paleontology (2000) 20, 404-407.
- A. de RICQLES, O.MATEUS, M.T. ANTUNES, et P. TAQUET. Histomorphogenesis of Embryos of Upper Jurassic Theropods from Lourinhã (Portugal). C. R. Acad. Sci. (2001) Ser.II, 332, 647-656.
- R. ALLAIN, N. AQUESBI, J. DEJAX, C. MEYER, M. MONBARON, C. MONTENAT, P. RICHIR, M. ROCHDY, D. RUSSELL, P. TAQUET. A Basal Sauropod Dinosaur from the Early Jurassic of Morocco. C.R. Palevol, (2004) 3, 199-208.
- P. TAQUET et K. PADIAN. The Earliest Known Restoration of a Pterosaur and the Philosophical Origins of Cuvier’s Ossemens Fossiles. C.R.Palevol (2004). 3, 2, 157-175.
- MONTENAT C., MONBARON M., ALLAIN R., AQUESBI N., DEJAX J., HERNANDEZ J., RUSSELL D., et TAQUET P. Stratigraphie et paléoenvironnement des dépôts volcano-détritiques ą dinosauriens du Jurassique inférieur de Toundoute (Province de Ouarzazate, Haut-Atlas – Maroc). Eclogae geol. Helv. (2005) 98, 261-270.
- MAHAMMED F., LÄNG E., MAMI L., MEKHALIi L., BENHAMOU M., BOUTERFA B., KACEMI A., CHERIEF S.A, CHAOUATI H. et TAQUET P. The « giant of Ksour », a Middle Jurassic sauropod dinosaur from Algeria. C. R. Palevol. (2005) 4, 707-714.
- YANS Y., DEJAX J., PONS D., DUPUIS C., TAQUET P. Implications paléontologiques et géodynamiques de la datation palynologique des sédiments à faciès wealdien de Bernissart (bassin de Mons, Belgique). C. R . Palevol, (2005) 4 : 135-150.
- ALLAIN R., TYKOVSKI R., AQUESBI N., JALIL N.E., MONBARON M., RUSSELL D., TAQUET P. « An Abelisauroid (Dinosauria: Theropoda) from the Early Jurassic of High Atlas Mountains, Morocco, and the Radiation of Ceratosaurs ». Journal of Vertebrate Paleontology, (2007) 27(3) : 610-624.
- P. TAQUET. Georges Cuvier. Extinction and the Animal Kingdom in The Great Naturalists. Édité par Robert Huxley in association with the Natural History Museum. London. Thames and Hudson. 202-211 (2007).
- P. TAQUET. Geology beyond the Channel : The Beginnings of Geohistory in Early Nineteenth-century France. Édité par Lewis, C. L. E. et Knell, S. J.
- P. TAQUET. The Making of the Geological Society of London. The Geological Society of London, Special Publications, 317, 155-162 (2009).